# Кировск-Апатиты (аэропорт)
Кировск-Апатиты — бывший аэропорт в Мурманской области. Расположен в 7 км восточнее центра города Апатиты вблизи 9-го километра автодороги Апатиты — Кировск. Аэродром также использовался военной авиацией для обеспечения деятельности Кировского авиационного полигона.
Заброшен в 1994 году после открытия нового аэропорта «Хибины» (к которому перешёл и индекс ULMK).

## История
Грунтовый аэродром Кировск был в спешном порядке построен по постановлению Военного Совета Северного фронта от 26.06.1941 г. силами комбината «Апатит» в сентябре 1941 г. Устанавливаемый размер поля аэродрома 1200 метров на 250 метров.
О его использовании в годы Великой Отечественной войны сохранилось очень мало сведений. Известны мнения, что на аэродроме происходил облет собранных ленд-лизовских самолетов и подготовка к пилотированию ими летного состава авиационных частей воевавших в Заполярье (в г. Кировск — учебный центр 122 ИАД ПВО. Начальник учебного центра — майор А. Г. Борисов, инструктор — ст. лейтенант Н. Я. Никулин, оба из 966 ИАП). По немногим оставшимся воспоминаниям ветеранов и современников тех событий, аэродром использовался также, как запасной для авиационных подразделений (145 ИАП; 137 КСБАП; 80 БАП; 435 ИАП; 835 ИАП;) прикрывавших с воздуха Кировскую железную дорогу, г. Кировск, узловую ж/д станцию Апатиты, и осуществлявших поддержку советских войск на кандалакшском направлении.
В конце 1950-х — начале 1960-х годов стал преемником гидроаэродрома в Тик-Губе, став вторым по величине аэропортом Мурманской области.
До 1969 года выполнялись регулярные рейсы в Ленинград и Архангельск. В ноябре 1969 года открылся также прямой рейс до Москвы.
С июня 1970 года выполнялся рейс Вологда — Мурманск — Вологда с посадками в Кировске и Петрозаводске, а с 1973 года — рейс Псков — Ленинград — Кировск — Ленинград — Псков.
В 1973 году началась реконструкция аэропорта. До реконструкции зданием аэровокзала было деревянное маловместительное здание. После реконструкции появились новые: зал ожидания, кафе, собственная котельная.
По состоянию на 1978 год из аэропорта Кировск выполнялись ежедневные рейсы по следующим направлениям:
- Москва (Быково) на Ан-24;
- Петрозаводск на Ан-24;
- Ленинград (Ржевка) на Ан-24 (три рейса в день);
- Псков на Ан-24;
- Мурманск на Як-40;
- Вологда на Як-40;
- Умба на Ан-2 (два рейса в день);
- Ковдор на Ан-2.

В 1994 году аэропорт закрыт, функции «второго аэропорта Мурманской области» перешли аэропорту Хибины.
Ныне на взлётно-посадочной полосе эпизодически проходят различные мероприятия (байк-шоу, автогонки). В 2013 году власти Кировска провели здесь День молодёжи.

## Принимаемые типыВС
Аэродром принимал самолёты Ан-24, Ан-26, Ил-14, Як-40 и все более лёгкие, а также вертолёты всех типов.